# Sandya Eknelygoda
Sandya Eknelygoda est une militante pour les droits de l'homme Sri-Lankaise. Elle est l'épouse du journaliste Prageeth Eknelygoda, disparu depuis 2010. Elle désigne et poursuit en justice le gouvernement Sri-Lankais qu'elle considère comme étant responsable de la disparition de son mari. Depuis, elle s'est engagée dans le soutien des familles de personnes disparues lors de la guerre civile du Sri Lanka.
Le 29 mars 2017, elle reçoit de la première dame des États-Unis Melania Trump et du sous-secrétaire d’État aux affaires politiques Thomas A. Shannon, le prix international de la femme de courage